# Clepsis unifasciana
Clepsis unifasciana is een vlinder uit de familie bladrollers (Tortricidae). De wetenschappelijke naam voor deze soort is voor het eerst geldig gepubliceerd in 1843 door Duponchel.
De soort komt voor in tropisch Afrika.